# Gerhard Löwen

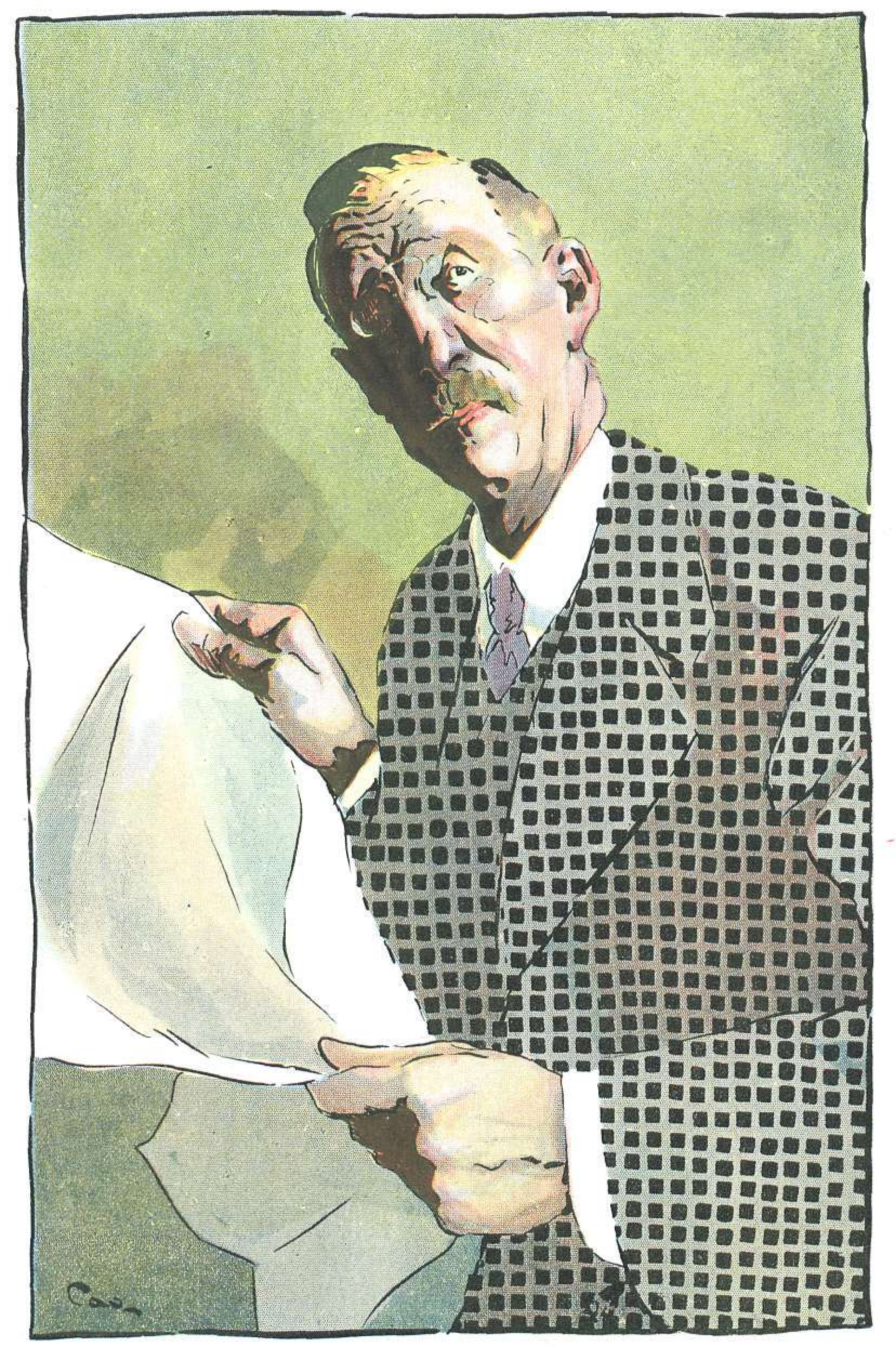
Gerhard Löwen (Caras y Caretas, 1911)

Carl Gerhard Eugène Löwen, född 9 augusti 1868 i Västerhaninge i Stockholms län, död 27 januari 1938, var en svensk friherre och diplomat.

## Biografi
Löwen var son till löjtnant friherre Wilhelm Löwen och Görel Wiman. Han tog hovrättsexamen i Uppsala 1894 och tjänstgjorde i kommerskollegium 1897. Löwen var kons:stip. 1898–1901, andre sekreterare vid Utrikesdepartementet (UD) 1901 och legationsråd i Sankt Petersburg 1906. Han var därefter ministerresident i Buenos Aires 1910–1918, försatt i disponibilitet 1918, hade särskilt uppdrag till Island 1920, envoyé i disponibilitet 1921, tillförordnad envoyé i Prag 1921 samt i disponibilitet 1932–1935.

## Utmärkelser
- Kommendör av 1. klass av Nordstjärneorden (KNO1kl) [3]
- Riddare av 2. klass av Ryska Sankt Stanislaus-orden med kraschan (RRS:tStO2klmkr) [3]
- Riddare av Portugisiska Obefläckade avlelsens orden (KPdaCO) [3]
- Riddare av Spanska Carl III:s orden (RSpCIII:sO) [3]